# 長背荷馬條鰍
長背荷馬條鰍（學名：Homatula longidorsalis）為輻鰭魚綱鯉形目條鰍科荷馬條鰍屬的其中一種，分布於亞洲中國陝西省北部黃河流域，體長可達9公分，棲息在河川底層水域，生活習性不明。

## 扩展阅读
維基物種上的相關：長背荷馬條鰍